# Międzynarodowa Federacja Kulturystyki i Fitnessu
Międzynarodowa Federacja Kulturystyki i Fitnessu (ang. International Federation of BodyBuilding and Fitness – IFBB) – międzynarodowa federacja kulturystyczna założona w 1946 roku przez braci Bena i Joe Weiderów jako Międzynarodowa Federacja Kulturystów (International Federation of BodyBuilders). Jest największą, najbardziej znaną i prężnie działającą organizacją kulturystyczną na świecie. Organizuje coroczne mistrzostwa kulturystów amatorów na poziomie światowym, kontynentalnym i krajowym oraz mistrzostwa świata zawodowców (Mr. Olympia i Ms. Olympia), a także wiele innych prestiżowych imprez dla kulturystów zawodowych. Jej członkiem jest również Polski Związek Kulturystki, Fitness i Trójboju Siłowego. W listopadzie 2004 uchwałą XXXV kongresu IFBB w Moskwie, nazwę federacji zmieniono na: Międzynarodowa Federacja Kulturystki i Fitness (International Federation of BodyBuilding and Fitness) pozostawiając jednocześnie bez zmian skrót – IFBB – i logo federacji. Obecnie (2010) IFBB liczy 182 państwa członkowskie, jej prezydentem od 2006 roku jest dr Rafael Santonja, a siedziba główna znajduje się Madrycie (do 2006 w Montrealu). W USA ma status organizacji not-for-profit.

## Historia
Powstanie IFBB było wynikiem nieporozumień pomiędzy braćmi Weiderami, którzy od połowy lat 40. XX wieku intensywnie promowali kulturystykę w Kanadzie, a Amerykańskim Związkiem Atletycznym (AAU – Amateur Athletic Union) – amerykańskiej organizacji-potentacie kontrolującej sporty siłowe na tym kontynencie. Ich kulminacją były pierwsze kulturystyczne zawody zorganizowane przez Weiderów w Kanadzie – Mr. Canada, które odbyły się w Montrealu, w październiku 1946 w teatrze "Monument National", na których przedstawiciele AUU wycofali swoją zgodę na organizację imprezy. W odpowiedzi bracia ogłosili utworzenie nowej, niezależnej organizacji kulturystycznej, która przyjęła nazwę IFBB (International Federation of BodyBuilders). Pomimo że już w następnym roku Weiderowie zorganizowali własne zawody międzynarodowe, ich federacja zmuszona konkurować z AAU na kontynencie amerykańskim i brytyjską NABBA w Europie, aż do końca lat 40. pozostawała w cieniu tych drugich. Przewagę zaczęła zyskiwać dopiero pod koniec lat 50., głównie dzięki konsekwentnej pracy braci na rzecz jej rozwoju poprzez przyjmowanie nowych członków – krajowych federacji kulturystycznych i oskarżeniom o stronniczość i archaiczne zasady sędziowania podczas zawodów organizowanych przez konkurencyjne federacje. W 1959 do IFBB należało już 40 państw. Lata 60. to szybki rozwój IFBB połączony ze spadkiem znaczenia innych federacji kulturystycznych, dziś już praktycznie zapomnianych. W 1969 IFBB, skupiając 90 krajów została przyjęta do Zgromadzenia Generalnego Międzynarodowych Federacji Sportowych (GAISF), stając się tym samym jedynym oficjalnym reprezentantem świata kulturystycznego na arenie międzynarodowej. W 1971 do IFBB przystąpiła Polska – pierwszy kraj socjalistyczny. Jednym z większych sukcesów federacji było przystąpienie do IFBB ZSRR w 1987 (jako 134 członek), kraju gdzie atletyczne tradycje sięgały carskiej Rosji (pierwszą na świecie siłownię otwarto w St. Petersburgu w 1885 roku, w Rosji zorganizowano w 1913 roku pierwsze na świecie kulturystyczne zawody, przed I wojną światową wydawano tam dwa specjalistyczne periodyki poświęcone kulturystyce: Herkules i Piękno i Siła).
Jednym ze strategicznych celów IFBB było zaszczepienie kulturystyki na bogatym rynku japońskim. Władze sportowe tego kraju, przez dłuższy czas odmawiały uznania IFBB, powołując się na odrębność kulturową, historyczną i religijną ich kraju, która nie akceptuje mężczyzn z dużymi mięśniami. Dopiero argument Weiderów o ogromnej popularności w kraju kwitnącej wiśni jakże amerykańskiego Elvisa Presleya i narodowego sportu amerykańskiego – baseballu przekonały decydentów. Japonia oficjalnie uznała kulturystykę i w 1986 roku, w Tokio zorganizowała uznane za bardzo udane mistrzostwa świata amatorów. W 1985 roku, po wieloletnich staraniach Weiderów, zgodę na przystąpienie do IFBB wyraziły w końcu Chiny Ludowe. W 1988 zorganizowano tam pierwsze mistrzostwa krajowe – "Puchar Herkulesa", na których chińskie kulturystki wystąpiły w strojach jednoczęściowych.
Obecnie organizacja zrzesza 182 państwa członkowskie i jest jedyną organizacją kulturystyczną na świecie zrzeszającą wszystkie kraje, w których kulturystykę uznaje się oficjalnie. Ostatnim wielkim celem IFBB było uznanie kulturystyki za dyscyplinę olimpijską i rozgrywanie zawodów kulturystycznych na igrzyskach olimpijskich. Pomimo wieloletnich starań działaczy organizacji, celu tego do tej pory nie udało się zrealizować. Za przeszkodę do realizacji tego zamierzenia najczęściej wymienia się niewymierność dyscypliny i aureolę dopingu otaczającą kulturystykę. W styczniu 1998 MKOL uznał IFBB i nadał kulturystyce status olimpijskiej dyscypliny pokazowej na igrzyskach w Sydney i Atenach.
Prezydentem federacji był od momentu jej założenia w 1946 roku aż do swojej śmierci w roku 2008, tj. przez 62 lata, Ben Weider (od 2006 był dożywotnim prezydentem honorowym).

## Rozłamy w IFBB
W swojej historii IFBB przeżyło dwa duże rozłamy. Pierwszy miał miejsce w 1975 roku, kiedy to czarnoskóry kulturysta Serge Nubret – wiceprezydent IFBB, został wykluczony z tej organizacji "za łamanie kodeksu etycznego i innych przepisów" i założył istniejącą do dziś, konkurencyjną, choć zupełnie zmarginalizowaną federację WABBA (World Amateur Body Building Association – Światowe Stowarzyszenie Kulturystów Amatorów).
Po raz drugi do secesji w IFBB doszło w 1990 roku kiedy to niezwykle popularny amerykański kulturysta i członek federacji Tom Platz rozpoczął bliską współpracę ze Światową Federacją Wrestlingu (World Wrestling Federation – WWF), powołując w styczniu 1991 roku w Nowym Jorku wraz z Vince McMahonem Światową Federację Kulturystyki (World Bodybuilding Federation – WBF). Nowy związek zajął się organizacją imprez, na których obok typowych wrestlingowych "zapasów", występowali kulturyści, z pokazami w stylu show, dalekimi od prosportowej formuły konkursów kulturystycznych organizowanych przez IFBB. Obok Platza szeregi IFBB opuściło jeszcze 13 zawodowych kulturystów, byli to: Danny Padilla, Tony Pearson, Berry deMay, Gary Strydom, Johnny Morant, Aaron Baker, Troy Zuccolotto, Mike Quinn, Eddie Robinson, Vince Cromeford, David Dearth, Jim Quinn i Mike Christian. W nowej federacji otrzymali oni nazwę: "WBF BodyStars". Tylko kilku z nich – deMay, Quinn (Mike) i Christian – należało do ścisłej światowej czołówki (w poprzednich latach byli plasowani w pierwszej dziesiątce Mr. Olympia). Władze IFBB (bracia Weiderowie) uznali cały pomysł za farsę i czynienie z kulturystyki jarmarcznego widowiska, opublikowano precyzyjną analizę prawną kontraktów oferowanych potencjalnym członkom nowej federacji, wskazując na ich niekorzystną dla zawodników stronę. Przede wszystkim jednak IFBB "wzmocniła" finansowo jej członków, i tak: ogłosiła zwiększenie w najbliższych latach łącznej puli nagród w dwóch najważniejszych konkursach kulturystycznych – Mr. Olympia i Arnold Classic do 500 000 $, a następnie do 1 000 000 $, wprowadzenie ubezpieczeń zdrowotnych i emerytalnych dla jej zawodników i in. WBF rozegrała własne mistrzostwa tylko dwa razy (w 1991 i 1992 roku), w których zwyciężył Gary Strydom. W lipcu 1992 WBF upadło, o czym Vince McMahon powiadomił władze IFBB. Większość zawodników powróciła do IFBB, zezwolono im na starty, a wysokie miejsca jakie zajmowali niektórzy z nich w późniejszych latach na konkursach organizowanych przez IFBB (Baker – IX miejsce na Mr. Olympia 1995, Padilla – VII miejsce na Olympia Masters 1994, Dearth – III miejsce na Niagara Falls 1994, Morant – VI miejsce na Night Of The Champions 1994, Jim Quinn – IV miejsce na Niagra Falls 1993, Mike Quinn – IV miejsce na Night Of The Champions 1994, Robinson – VII miejsce na Ironman 1997) mogą świadczyć o tym, że nie byli szykanowani.

## Cele statutowe[10]
- promocja kulturystki na świecie
- organizacja i nadawanie form prawnych kulturystyce jako dyscyplinie sportu
- gromadzenie informacji i informowanie o kulturystyce
- walka z narkotykami i środkami dopingowymi w sporcie
- współpraca ze związkami krajowymi i koordynacja ich działań
- walka ze wszelką dyskryminacją w sporcie
- organizacja i pomoc w organizowaniu mistrzostw kulturystycznych na szczeblu światowym, kontynentalnym i krajowym
- kontrola nad wszelkimi konkursami kulturystycznymi o charakterze międzynarodowym
- prowadzenie badań zmierzających do rozwoju metod treningowych i żywieniowych i dostarczanie informacji o ich wynikach swoim członkom (federacjom krajowym)
- ujednolicanie i tworzenie regulaminów zawodów oraz szkolenia

## Polska w IFBB
Polska przystąpiła do IFBB w 1971, jako pierwszy kraj z obozu socjalistycznego, na skutek osobistej rozmowy Bena Weidera z ówczesnym szefem Głównego Komitetu Kultury Fizycznej i Turystyki Włodzimierzem Reczekiem. Ben Weider na długo przed przystąpieniem Polski do IFFB, składał w niej kilka wizyt. Był goszczony w warszawskim Herkulesie – najstarszym klubie kulturystycznym w Polsce. W 1977 roku TKKF z pomocą IFBB zorganizowało I Mistrzostwa Polski w Kulturystyce. IFBB przyznało Polsce organizację mistrzostw Europy w kulturystyce w 1986 roku (pierwsza impreza kulturystyczna tej rangi w obozie socjalistycznym), traktując kraj nad Wisłą jako przyczółek do ekspansji w Europie środkowo-wschodniej. W 1991 roku Polska organizowała mistrzostwa świata amatorów IFBB w Katowicach. W następnych latach kilkakrotnie była organizatorem wysokich rangą imprez kulturystycznych IFBB.

## Znaczenie
IFBB w ciągu kilkudziesięciu lat swojej działalności uczyniło kulturystykę pełnoprawną dyscypliną sportu, znaną i uprawianą niemal na całym świecie. Realizując swoje statutowe cele, federacja z mało znanej, na wpół cyrkowej konkurencji atletycznej, stworzyła szeroki, masowy ruch sportowy i zdrowotny. Konkursy kulturystyczne skupiają olbrzymią widownię, najważniejsze imprezy są bezpośrednio transmitowane przez TV i oglądane przez miliony ludzi na całym świecie. W szczytowym okresie rozwoju kulturystyki, który przypadł na przełom lat 80. i 90. XX w., według ACNielsen, w samych tylko Stanach Zjednoczonych uprawiało ją ponad 34 mln ludzi. Popularnością ustępowała tylko pływaniu (102,3 mln), turystyce rowerowej (72,2 mln), wędkarstwu (63,7 mln) żeglarstwu (42,0 mln) i łucznictwu (40,3 mln), wyprzedzając jogging (20,2 mln) i tenis ziemny (25,5 mln). Duża w tym zasługa dwóch ludzi – jej założycieli Joe i Bena Weiderów.